# Otto Ruge
Otto Ruge, norveški general, * 1882, † 1961.